# Rajd Nadwiślański 2016
4. Rajd Nadwiślański – 4. edycja Rajdu Nadwiślańskiego. To rajd samochodowy, który był rozgrywany od 16 do 18 września 2016 roku. Bazą rajdu było miasto Puławy. Była to czwarta runda rajdowych samochodowych mistrzostw Polski w roku 2016. 

## Wyniki końcowe rajdu[1]
| Miejsce | Kierowca          | Pilot              | Samochód                   | Czas      | Strata   | Grupa Klasa | Punkty |
| ------- | ----------------- | ------------------ | -------------------------- | --------- | -------- | ----------- | ------ |
| 1       | Jakub Brzeziński  | Łukasz Wroński     | Ford Fiesta R5             | 1:27:54.1 | -        | 2           | 25     |
| 2       | Grzegorz Grzyb    | Robert Hundla      | Ford Fiesta R5             | 1:28:09.9 | +15.8    | 2           | 18     |
| 3       | Zbigniew Gabryś   | Artur Natkaniec    | Ford Fiesta R5             | 1:30:09.2 | +2:15.1  | 2           | 15+3   |
| 4       | Mariusz Stec      | Jacek Rathe        | Ford Fiesta Proto          | 1:31:21.2 | +3:27.1  | Open N      | 12+1   |
| 5       | Artur Banasiewicz | Paweł Drahan       | Subaru Impreza TMR R4      | 1:34:21.0 | +6:26.9  | Open N      | 10     |
| 6       | Jan Chmielewski   | Michał Majewski    | BMW Compact F2000          | 1:34:23.0 | +6:28.9  | Open 2WD    | 8      |
| 7       | Dariusz Poloński  | Grzegorz Dobosz    | Peugeot 208 R2             | 1:34:57.5 | +7:03.4  | 4           | 6      |
| 8       | Dariusz Krupa     | Mateusz Martynek   | Mitsubishi Lancer Evo X R4 | 1:36:01.8 | +8:07.7  | Open N      | 4      |
| 9       | Rafał Kręcioch    | Tomasz Borko       | Ford Fiesta R2             | 1:36:08.1 | +8:14.0  | 4F          | 2      |
| 10      | Tomasz Gryc       | Michał Kuśnierz    | Peugeot 208 R2             | 1:36:46.2 | +8:52.1  | 4           | 1      |
| ...     | ...               | ...                | ...                        | ...       | ...      | ...         | ...    |
| 17      | Maciej Rzeźnik    | Bogusław Browiński | Ford Fiesta Proto          | 1:40:16.5 | +12:22.4 | Open N      | 0+1    |